# Паршина, Лана
Лана Паршина (род. 3 сентября 1978) — режиссёр-документалист, писатель и историк. 
Автор книг «Смерть Гитлера», изданная в 38 странах и «Тайна Семьи Сталиных. Исповедь последнего из Джугашвили», написанная в соавторстве с правнуком Сталина Селимом Бенсаадом.

## Биография
Лана (Светлана) Паршина родилась 3 сентября 1978 года в Москве. В 21 год она переехала в США. Имея несколько академических степеней, Лана Паршина первоначально работала переводчиком на русский с английского и немецкого языков, работала над проектами с Библиотекой Конгресса США, была внештатным журналистом и консультантом по связям с общественностью, а также кризисным менеджером в Нью-Йорке. Но кинопроизводство было её страстью, и она оставила яркую карьеру в кризисном управлении, чтобы осуществить свою мечту. Она поступила в Нью-Йоркский университет Tisch School of the Arts, чтобы изучать кинопроизводство. За несколько лет Лана сняла несколько фильмов, в частности, «Светлана о Светлане» — документальный фильм о дочери Иосифа Сталина Светлане Аллилуевой стал её режиссёрским дебютом. Фильм «Светлана о Светлане» используется многими университетами, такими как Принстон, Йель, Стэнфорд, в качестве аудиовизуального дополнения к преподаванию уроков истории XX века. Он распространяется в США и Канаде компанией Icarus Films. В 2010 году Паршина сняла документальный фильм «360° Вокруг света». Это — второй опыт в качестве режиссёра.

## Книги
- В апреле 2020 года вышла книга "Смерть Гитлера. ФСБ открывает секретные архивы", написанная Ланой Паршиной совместно с французским журналистом Жаном-Кристофом Бризаром.
- В октябре 2021 года вышла книга "Тайны семьи Сталина. Исповедь последнего из Джугашвили", написанная совместно с правнуком Иосифа Сталина Селимом Бенсаадом.

## Видео
- Youtube